# Ельєсс Бен-Сегір
Ельє́сс Бен-Сегі́р (фр. Eliesse Ben Seghir, араб. إلياس بن صغير; нар. 16 лютого 2005, Сен-Тропе) — марокканський і французький футболіст, півзахисник клубу «Монако» та збірної Марокко.

## Клубна кар'єра
Почав займатися футболом у юнацьких командах «Коголенуа» і «Фрежюс Сен-Рафаель», а в липні 2020 року приєднався до академії «Монако». У липні 2022 року підписав свій перший професіональний контракт з «Монако».
3 листопада 2022 року дебютував за основний склад «Монако» в матчі групового етапу Ліги Європи УЄФА проти «Црвени Звезди», вийшовши на заміну Кевіну Фолланду. 28 грудня 2022 року дебютував у Лізі 1, вийшовши на заміну в поєдинку проти «Осера», і відзначився двома забитими м'ячами. Таким чином став наймолодшим автором дублю в своєму дебютному матчі в Лізі 1 за останні 75 років і найпершим гравцем, який забив двічі до свого 18-річчя (17 років і 315 днів). Окрім цього, став п'ятим наймолодшим футболістом, який відзначився за «Монако» у поєдинку Ліги 1 після Кіліана Мбаппе, П'єтро Пеллегрі, Тьєррі Анрі та Бенуа Бадьяшиля. Також він став наймолодшим автором дублю за «Монако» в Лізі 1 після Тьєррі Анрі (17 років і 255 днів), який забив двічі 1995 року. Загалом у своєму дебютному сезоні за «Монако» провів 23 матчі і забив 4 голи. У травні 2023 року був номінований на звання найкращого молодого гравця сезону за версією Національного союзу професіональних футболістів (UNFP).
В липні 2023 року увійшов у список топ-100 претендентів на звання «Golden Boy» (найкращий молодий гравець) 2023 року. 26 січня 2024 року продовжив контракт з «Монако» до 2027 року. 10 березня відзначився першим голом у сезоні 2023–24 у матчі Ліги 1 у ворота «Страсбура».
19 вересня 2024 року в матчі проти «Барселони» дебютував у Лізі чемпіонів УЄФА. У жовтні 2024 року ввійшов у список 25-ти фіналістів на звання «Golden Boy» 2024 року. 27 листопада 2024 року в поєдинку Ліги чемпіонів проти португальської «Бенфіки» вперше відзначився м'ячем у єврокубках.

## Кар'єра в збірній
Виступав за збірні Франції до 17, до 18 і до 19 років.
13 березня 2024 року вперше викликаний до збірної Марокко головним тренером Валідом Реграгі для участі в товариських матчах проти збірних Анголи і Мавританії. 22 березня в поєдинку з Анголою дебютував за збірну Марокко, вийшовши в стартовому складі. 7 червня забив свій перший гол за збірну Марокко в матчі відбіркового турніру до чемпіонату світу 2026 проти збірної Замбії.
4 липня 2024 року потрапив до заявки олімпійської збірної Марокко для участі в матчах футбольного турніру на літніх Олімпійських іграх 2024 в Парижі. На олімпійському турнірі зіграв у матчах групового етапу проти збірних Аргентини, України та Іраку. Грав у чвертьфіналі проти США та у півфіналі проти збірної Іспанії, в якому марокканці поступились з рахунком 1-2. Зіграв у матчі за 3-тє місце проти збірної Єгипту, в якому допоміг своїй команді перемогти та здобути бронзові медалі.

## Особисте життя
Народився у Франції у родині вихідців з Марокко. Його старший брат, Салім, також професіональний футболіст.

## Статистика виступів

### Клубна статистика
Станом на 26 квітня 2025 
| Клуб              | Сезон             | Чемпіонат         | Чемпіонат | Чемпіонат | Кубок | Кубок | Єврокубки | Єврокубки | Інші  | Інші | Всього | Всього |
| Клуб              | Сезон             | Дивізіон          | Матчі     | Голи      | Матчі | Голи  | Матчі     | Голи      | Матчі | Голи | Матчі  | Голи   |
| ----------------- | ----------------- | ----------------- | --------- | --------- | ----- | ----- | --------- | --------- | ----- | ---- | ------ | ------ |
| Монако            | 2022–23           | Ліга 1            | 19        | 4         | 1     | 0     | 3         | 0         | –     | –    | 23     | 4      |
| Монако            | 2023–24           | Ліга 1            | 13        | 2         | 1     | 0     | –         | –         | –     | –    | 14     | 2      |
| Монако            | 2024–25           | Ліга 1            | 30        | 6         | 2     | 1     | 10        | 2         | 1     | 0    | 43     | 9      |
| Всього за кар'єру | Всього за кар'єру | Всього за кар'єру | 62        | 12        | 4     | 1     | 13        | 2         | 1     | 0    | 80     | 15     |

1. ↑  Матчі в Лізі Європи УЄФА
2. ↑  Матчі в Лізі чемпіонів УЄФА
3. ↑  Матчі в Суперкубку Франції

### Міжнародна статистика
Станом на 25 березня 2025 
| Збірна            | Сезон             | Товариські | Товариські | Офіційні | Офіційні | Всього | Всього |
| Збірна            | Сезон             | Матчі      | Голи       | Матчі    | Голи     | Матчі  | Голи   |
| ----------------- | ----------------- | ---------- | ---------- | -------- | -------- | ------ | ------ |
| Марокко           |                   |            |            |          |          |        |        |
| 2024              | 2                 | 0          | 6          | 3        | 8        | 3      |        |
| 2025              | 0                 | 0          | 2          | 0        | 2        | 0      |        |
| Всього за кар'єру | Всього за кар'єру | 2          | 0          | 8        | 3        | 10     | 3      |

### Матчі за збірну
Станом на 25 березня 2025 
| Матчі Ельєсса Бен-Сегіра за збірну Марокко | Матчі Ельєсса Бен-Сегіра за збірну Марокко | Матчі Ельєсса Бен-Сегіра за збірну Марокко | Матчі Ельєсса Бен-Сегіра за збірну Марокко | Матчі Ельєсса Бен-Сегіра за збірну Марокко | Матчі Ельєсса Бен-Сегіра за збірну Марокко | Матчі Ельєсса Бен-Сегіра за збірну Марокко | Матчі Ельєсса Бен-Сегіра за збірну Марокко |
| №                                          | Дата                                       | Суперник                                   | Рахунок                                    | Голи                                       | Картки                                     | Хвилини                                    | Змагання                                   |
| ------------------------------------------ | ------------------------------------------ | ------------------------------------------ | ------------------------------------------ | ------------------------------------------ | ------------------------------------------ | ------------------------------------------ | ------------------------------------------ |
| 1                                          | 22 березня 2024                            | Ангола                                     | 1–0                                        |                                            |                                            | 87'                                        | Товариський матч                           |
| 2                                          | 27 березня 2024                            | Мавританія                                 | 0–0                                        |                                            |                                            | 64'                                        | Товариський матч                           |
| 3                                          | 7 червня 2024                              | Замбія                                     | 2–1                                        | 1                                          |                                            | 77'                                        | Відбіркові матчі ЧС-2026                   |
| 4                                          | 11 червня 2024                             | Республіка Конго                           | 6–0                                        |                                            |                                            | 61'                                        | Відбіркові матчі ЧС-2026                   |
| 5                                          | 12 жовтня 2024                             | ЦАР                                        | 5–0                                        |                                            |                                            | 65'                                        | Відбіркові матчі КАН-2025                  |
| 6                                          | 15 жовтня 2024                             | ЦАР                                        | 4–0                                        | 2                                          |                                            | 68'                                        | Відбіркові матчі КАН-2025                  |
| 7                                          | 15 листопада 2024                          | Габон                                      | 5–0                                        |                                            | 59'                                        | 87'                                        | Відбіркові матчі КАН-2025                  |
| 8                                          | 18 листопада 2024                          | Лесото                                     | 7–0                                        |                                            |                                            | 45'                                        | Відбіркові матчі КАН-2025                  |
| 9                                          | 21 березня 2025                            | Нігер                                      | 2–1                                        |                                            |                                            | 56'                                        | Відбіркові матчі ЧС-2026                   |
| 10                                         | 25 березня 2025                            | Танзанія                                   | 2–0                                        |                                            |                                            | 19'                                        | Відбіркові матчі ЧС-2026                   |

Всього: 10 матчів / 3 голи; 9 перемог, 1 нічия, 0 поразок.

## Досягнення
Збірна Марокко (олімп.)
- Бронзовий призер Олімпійських ігор: 2024[34][35]